# NGC 2220
NGC 2220 é um asterismo na direção da constelação de Puppis. O objeto foi descoberto pelo astrônomo John Herschel em 1834, usando um telescópio refletor com abertura de 18,6 polegadas. 